# Pietro Ingrao

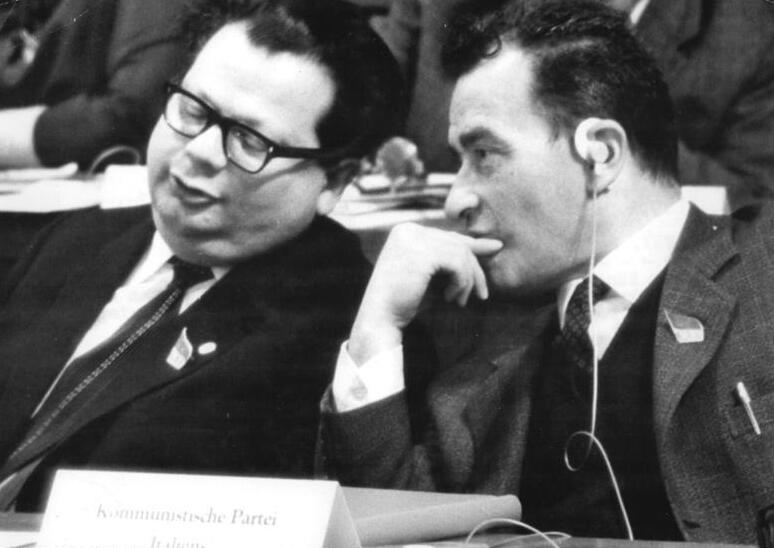
Ingrao (rechts) met Hermann Axen in 1967

Pietro Ingrao (Lenola, 30 maart 1915 – Rome, 27 september 2015) was een Italiaans politicus van de Italiaanse Communistische Partij.

## Biografie
Ingrao werd geboren in 1915. In 1942 sloot hij zich aan bij de Italiaanse Communistische Partij. Ingrao voer als marxist-leninist een linkse koers binnen de partij. Tussen 1948 en 1994 zat Ingrao in het Italiaanse Parlement. Tussen 1976 en 1979 was hij voorzitter van de Kamer van Afgevaardigden, waar hij Sandro Pertini opvolgde. In 2004 verliet hij de Italiaanse Communistische Partij om als onafhankelijke over te stappen naar de Heropgerichte Communistische Partij.
Tussen 1947 en 1957 was hij tevens uitgever van de partijkrant L'Unità.
Hij overleed in 2015 op honderdjarige leeftijd.